# سيانك بايين (سفلى أردستان)
سیانك بایین (بالفارسية: سیانک پایین) هي قرية تقع في إيران في سيانك بايين (سفلى أردستان). يقدر عدد سكانها بـ 41 نسمة بحسب إحصاء 2016.